# Колюткіно (село)
Колю́ткіно (рос. Колюткино) — село у складі Білоярського міського округу Свердловської області.
Населення — 97 осіб (2010, 121 у 2002).
Національний склад станом на 2002 рік: росіяни — 92 %.